# Dny proti rasismu
Dny proti rasismu (někdy též Mezinárodní dny proti rasismu či Týdny proti rasismu) je celosvětová akce směřující k prevenci a osvětě v otázce rasismu ve společnosti. Slaví se 21. března, ale množné číslo v oficiálním názvu akce odkazuje na širší pojetí v rámci akcí a festivalů.
Kořeny Dní proti rasismu sahají až do 60. let 20. století. Právě 21. března 1960 totiž došlo v jihoafrickém městečku Sharpeville k incidentu, při němž policie zastřelila 69 demonstrantů, protestujících proti tehdy vznikajícím apartheidním zákonům, a několik set jich zranila. V roce 1966 pak OSN vyhlásila 21. březen "Mezinárodním dnem k překonání rasové diskriminace".
Akce vznikla nejprve v Německu, v západní Evropě se později týden proti rasismu postupem času rozšířil na Týdny proti rasismu, trvající v nejdelší variantě skoro měsíc – od 15. března (Mezinárodní den proti antimuslimskému rasismu) až do 8. dubna (Mezinárodní den Romů). Velmi rozšířen je například v Německu, kde jeho vznik v r. 1995 inicioval evangelický farář Jürgen Micksch.

## V České republice
V českém prostředí se rozšířila díky záštitě Českobratrské církve evangelické, a to zejména díky aktivitám Mikuláše Vymětala, celocírkevního faráře pro menšiny. Ke Dnům proti rasismu se připojují i některé evangelické sbory, jako například pardubický či uherskohradištský.
O akci dále informoval týdeník Církve československé husitské Český zápas (ČZ 37/2023) a také oficiální stránky CČSH. K iniciativě se připojují i organizace mimo církevní prostředí, např. Organizace pro pomoc uprchlíkům či Policie ČR. 

#### Studentská literární soutěž a konference

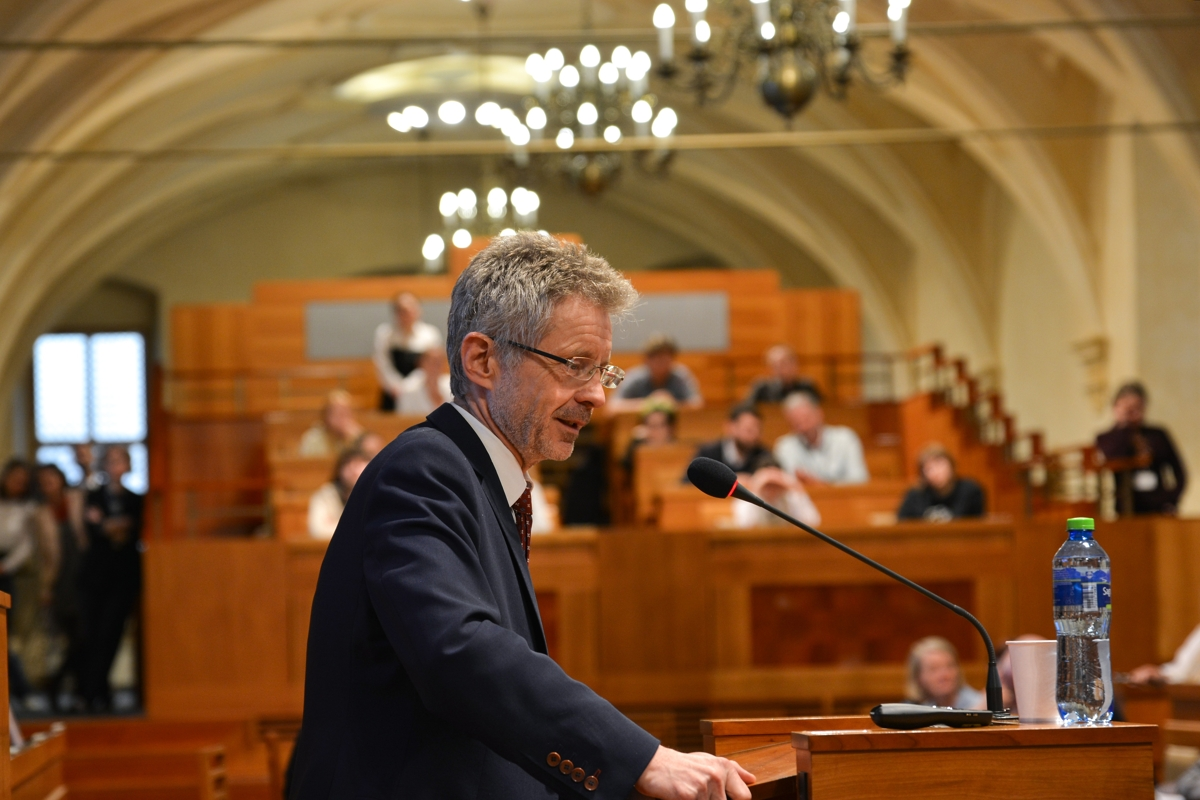
Pozdrav předsedy Senátu PČR Miloše Vystrčila na konferenci "Nestůj stranou" v r. 2023

Českobratrská církev evangelická při této příležitosti pořádá studentskou literární soutěž a celodenní konferenci v Senátu PČR s lidskoprávní tematikou (rasismus, diskriminace atp.), kde k tématu mluví hosté z řad odborné veřejnosti. Záštitu konferenci poskytl předseda Senátu Miloš Vystrčil. Probíhá zde také slavnostní vyhlášení výsledků studentské soutěže, na které jsou zváni všichni její účastnici. Akce má podpořit šíření povědomí o Dnech proti rasismu. 
V roce 2022 nesla soutěž téma "Nejsem rasista, ale...". Na konferenci s názvem "Pestrost, jinakost, předsudky a strachy" vystoupili  mj. evangelický teolog Petr Gallus, tehdejší zástupkyně ombudsmana Monika Šimůnková, ředitelka Muzea romské kultury Jana Horváthová a další.
V roce 2023 došlo ke sjednocení tématu studentské soutěže a konference, které znělo "Nestůj stranou". Soutěž se také rozšířila na audiovizuální tvorbu. Kromě toho se jí mohli účastnit i ukrajinskojazyční soutěžící. Na konferenci vystoupili teolog Pavel Hošek, romský aktivista David Tišer, youtuberka Lenka Králová, aktivista a evangelický farář Bejnamin Roll, slovenská farářka Anna Polcková a další. Výběr z konferenčních příspěvků a oceněné soutěžní práce byly v listopadu 2023 vydány ve sborníku, který připravila redakce časopisu Český bratr.